# Christopher Chope
Christopher Robert Chope MBE (19 de mayo de 1947) es un abogado británico y político del Partido Conservador. Es el Parlamentario (MP) para Christchurch (Dorset). Chope fue elegido por primera vez en 1983 para Southampton Itchen, pero perdió este escaño en 1992 ante el Partido Laborista. Regresó al Parlamento en 1997 y ha sido un Miembro del Parlamento desde entonces. Defensor del salida del Reino Unido de la Unión Europea (Brexit), ha apoyado Leave Means Leave, un grupo de presión euroescéptico.

## Primeros años
Christopher Chope nació en Putney, hijo de Pamela (née Durell) y Robert Charles Chope (1913–1988), un juez de circuito y exjuez de tribunales de condado. Fue educado en la escuela Preparatoria St Andrew en Eastbourne y en la Universidad Marlborough, antes de asistir a La Universidad Queen (ahora la Universidad de Dundee) dónde obtuvo un grado en leyes LLB en 1970. Fue contemporáneo de Michael Fallon y Michael Forsyth, e influenciado por Madsen Pirie. Terminó su educación en la Facultad de Derecho de Inns of Court. Chope fue llamado a la barra en el Inner Temple en 1972.
Chope fue elegido como concejal en el Wandsworth Consejo de Ciudad de Londres en 1974 y se convirtió en el  dirigente del consejo en 1979; abandonó el consejo en su primera elección al Parlamento en 1983. Chope fue nombrado Oficial de la Orden del Imperio británico en Los Honores de Año Nuevo de 1982 por sus servicios al gobierno local.

## Carrera parlamentaria
Chope fue elegido como un Miembro del Parlamento en las elecciones generales de 1983 para Southampton Itchen donde derrotó al Miembro del Parlamento del Partido Democrático Social (y anteriormente Laboral) Bob Mitchell por 5,290 votos y se convirtió en el primer Miembro del Parlamento Conservador para Southampton Itchen desde que se creó el distrito electoral en 1950.
Chope fue nombrado Secretario particular Parlamentario por Peter Brooke, el Ministro de Estatal del Tesoro en 1986, antes de ser promovido por Margaret Thatcher para servir en su gobierno como el Subsecretario Parlamentario de Estado en el Departamento para el Medio Ambiente más tarde en el mismo año, donde fue responsable de dirigir la legislación "Cargo Comunitario" (el reemplazo del fallido impuesto electoral), el cual fue retirado después de una revuelta popular masiva. Fue trasladado bajo la jefatura de John Major para servir en el mismo rango en el Departamento de Transporte desde 1990 hasta que perdió su escaño en Southampton Itchen ante John Denham en las elecciones generales de 1992.
Después de su derrota, Chope asumió una consultoría con Ernst & Young en 1992, pero fue reelegido en laselecciones generales de 1997 para el distrito electoral de Christchurch —uno de los dos únicos conservadores que cambiaron el control de un escaño durante lo que de otro modo sería una victoria aplastante para el Partido Laboral. En 1997, se convirtió en un portavoz de Medio Ambiente, Transporte y las Regiones además de ser el vicepresidente del Partido Conservador bajo William Hague, pero dejó el banco delantero más tarde ese año cuándo se convirtió en miembro del Comité selecto de Comercio e Industria. Regresó al banco delantero después de las elecciones de 2001 como portavoz del Tesoro. En 2002, se trasladó a Transporte, luego dejó el banco delantero político después de las elecciones generales de 2005. Actualmente forma parte del Panel de Presidentes.
Chope fue presidente del grupo Thatcherista Camino Conservador a seguir y solía ser abogado en las Cámaras de Peter Rawlinson.
Durante el escándalo de gastos de 2009, se supo que Chope reclamó £136,992 en gastos parlamentarios entre 2007–2008. Esto incluyó reclamar £881 para reparar un sofá.
El 11 de octubre de 2011, Chope cuestionó el tiempo asignado a un debate sobre las pensiones de los miembros parlamentarios. Debido a que este debate se produjo antes de un debate sobre la investigación del desastreHillsborough, se informó que Chope había amenazado con retrasar la investigación, lo que generó críticas generalizadas a las acciones de Chope.
Chope fue criticado luego de los comentarios hechos el 17 de enero de 2013 cuándo se refirió al personal del comedor de La Cámara de los Comunes como "sirvientes" en un discurso.
Chope fue nombrado un Caballero Bachelor en los Honores de Año Nuevo 2018 por servicio político y público.

### Puntos de vista políticos
El 10 de febrero de 2009, Chope copatrocinó un proyecto de ley de Oportunidades de Empleo para la Cámara de los Comunes, que habría permitido a los trabajadores optar por no recibir el sueldo mínimo. El proyecto de ley fue objetado y más tarde abandonado.
Chope es escéptico del cambio climático y asistió a una reunión de escépticos del cambio climático en el Palacio de Westminster en octubre de 2010.
Chope Ayudó a liderar el apoyo secundario para la moción que pedía un referéndum para salir de la Unión Europea. También ha estado muy involucrado en el uso del proyecto de ley de un miembro privado para conseguir este objetivo. Chope ha apoyado constantemente la salida del Reino Unido de la Unión Europea. Antes del referéndum de 2016, anunció su apoyo al Brexit. Ha apoyado Leave Means Leave, un grupo de presión Euroescéptico.
Chope Votó en contra de la legislación para el matrimonio entre personas del mismo sexo en 2013.
En 2014, Chope votó en contra de exigir a todas las compañías con más de 250 empleados que declaren la brecha salarial entre los salarios promedio de hombres y mujeres.
En junio de 2013, Chope fue uno de los cuatro MPs que acamparon fuera del Parlamento en un movimiento para facilitar el debate parlamentario sobre un 'Discurso Alternativo de la Reina' – un intento de mostrar lo que podría ofrecer un futuro gobierno Conservador. Se enumeraron 42 políticas, incluyendo la reintroducción de la pena de muerte y el servicio militar obligatorio, la privatización de la BBC, la prohibición del burka en lugares públicos, la celebración de un referéndum sobre el  matrimonio entre personas del mismo sexo y la preparación para abandonar la Unión Europea. En 1990, mientras era Miembro Parlamentario de Southampton, Chope votó a favor de la reintroducción de la pena de muerte por asesinato en determinadas circunstancias.
En julio de 2017, Chope y Peter Bone, el Miembro del Parlamento Conservador de Wellingborough, presentaron 73 proyectos de ley entre ellos, de los cuales 47 fueron colocados por Chope. Para estar al frente de la cola para presentar los proyectos de ley, la pareja había acampado en el Palacio de Westminster durante tres días. Los proyectos de ley de Chope incluían legislación para privatizar la BBC y el Canal 4, limitar la tasa de interés que se cobra por la deuda de préstamos estudiantiles (y perdonarla en ciertas circunstancias), reducir el impuesto de timbre, y despenalizar la evasión de licencias de televisión. Debido a la cantidad de espacios para proyectos de ley que tomaron, Chope y Bone fueron criticados, incluso por Paul Flynn, por sus acciones.
En marzo de 2019, Chope fue uno de los 21 Miembros del Parlamento que votaron en contra de la educación sobre relaciones y relaciones sexuales inclusivas LGBT en las escuelas inglesas.

### Bloqueo y filibusterismo de proyectos de ley
Chope es miembro de un grupo de parlamentarios conservadores que se oponen regularmente a los proyectos de ley de miembros privados que, en su opinión, no han recibido un escrutinio suficiente. Estos han incluido algunos que anteriormente se creía que tenían un apoyo público y parlamentario generalizado. Esta conducta, junto con su participación en recortar el presupuesto de vivienda pública durante su tiempo en el gobierno, le ha valido a Chope el apodo de "Chopper".
El corresponsal parlamentario de la BBC, Mark D'Arcy, dijo que el grupo afirma "hacer una práctica de asegurarse que lo que ven como una legislación bien intencionada pero floja no se deje caer perezosamente en el libro de estatutos por algunos parlamentarios en un viernes con poca asistencia." Chope Dijo que se opone en principio a que la legislación se introduzca en los libros de estatutos sin debate: "[Esto] es algo por lo que he luchado la mayor parte de mi tiempo como diputado y va al corazón mismo del equilibrio de poder entre el gobierno y el parlamento. El gobierno está abusando del tiempo parlamentario para sus fines propios y en una democracia esto no es aceptable. El gobierno no puede simplemente aportar lo que quiere con el visto bueno."
Se ha sugerido que Chope no se opone a todos esos proyectos de ley, particularmente a los que se alinean con sus propios puntos de vista políticos y aquellos de sus compatriotas, y el parlamentario Conservador Zac Goldsmith comentó: "En caso de que alguien se sienta tentado a creer que tiene una objeción de principio a proyectos de ley de miembros privados, tenga en cuenta que una vez más no objetó a aquellos propuestos por sus amigos."
El 12 de marzo de 2010,  bloqueó un proyecto de ley para proteger a los países pobres de los fondos de buitre, a pesar del apoyo de su partido al proyecto de ley.
En diciembre de 2013, Chope se opuso a la segunda lectura del proyecto de ley Alan Turing (indulto legal) en la Cámara de los Comunes. Debido a esto, el gobierno decidió actuar bajo la prerrogativa real de la misericordia. El 24 de diciembre de 2013, la Reina Isabel II concedió a Turing un indulto gratuito.
En noviembre de 2014, Chope bloqueó un proyecto de ley que habría prohibido el uso de animales salvajes en actuaciones de circo, en la base de que un proyecto de ley en la membrecía de la UE se debería haber presentado antes del proyecto de ley. En el mismo mes, Chope, al lado de Philip Davies, el miembro parlamentario conservador para Shipley, filibuscaron un proyecto de ley que pretendía hacer desahucios de venganza una ofensa. Defendiendo su filibusterismo, Chope reclamó que el proyecto de ley debilitaba la capacidad de recuperar posesiones, disuadiéndoles de dejar propiedades. Se informó que Chope había sido un propietario privado, pero  negó estas afirmaciones.
En octubre de 2015, Chope, Davies y el diputado conservador David Nuttall filibuscaron el proyecto de ley de un miembro privado que habría impuesto restricciones a las tarifas de estacionamiento del hospital para los cuidadores.
El 15 de junio de 2018, Chope bloqueó la aprobación de un proyecto de ley de un miembro privado que habría convertido el upskirting en un delito concreto. Chope Dijo que su razón para bloquear el paso fue una objeción al procedimiento parlamentario más que al proyecto de ley en sí: afirmó que apoyaría "de todo corazón" un proyecto de ley del gobierno que prohibiera el upskirting. Las acciones de Chope provocaron críticas inmediatas de sus compañeros diputados, incluyendo algunos de su propio partido. La primera ministra, Theresa May, también expresó su decepción por la objeción. Tras su objeción, el gobierno reafirmó su compromiso de introducir una legislación para prohibir el upskirting y el proyecto de ley fue aprobado sujeto a la aprobación real en enero de 2019. En protesta por sus acciones, el personal de la Cámara de los Comunes colocó un banderín de ropa interior femenina frente a la entrada de la oficina de Chope. También se colocó un banderín similar fuera de la oficina de su distrito electoral. Los manifestantes también se enfrentaron a Chope en la oficina de su distrito electoral.
El mismo día del proyecto de ley del upskirting, Chope y Davies obligaron a retrasar el debate final sobre un proyecto de ley que habría mejorado la supervisión del uso de la fuerza en las unidades de salud mental. Chope también bloqueó un proyecto de ley que habría brindado protección legal extra a caballos y perros policiales.
El 16 de julio de 2018, Chope bloqueó una moción que pedía que la Cámara de los Comunes fuera utilizado por las Mujeres miembros del parlamento de la Conferencia Mundial en un día en noviembre cuándo los MPs no estuvieran presentes. La conferencia se celebró con motivo del centenario del sufragio femenino en el Reino Unido; la moción había sido propuesta por el diputado conservador Mims Davies y fue apoyada por Andrea Leadsom, el Dirigente de la Cámara de los Comunes. Defendiendo sus acciones, Chope declaró que la Cámara de los Comunes sólo debe ser utilizada por parlamentarios electos, con la excepción de su uso anual por el Parlamento de Juventud del Reino Unido. Junto con el diputado conservador Señor Desmond Swayne, Chope presentó una enmienda a la moción que requeriría que la conferencia invite solo a parlamentarios y celebre un debate mientras usa la cámara. Tras las acciones de Chope, el gobierno volvió a presentar la moción con el apoyo de varios departamentos.
El 23 de noviembre de 2018, Chope se opuso a un proyecto de ley que habría enmendado la Ley de menores de 1989 para aumentar el poder protector de los tribunales sobre niñas en riesgo de mutilación genital femenina. Defendiendo sus acciones, Chope dijo que el proyecto de ley era un acto de "Alardeo moral". El SrBerkeley de Knighton, quién habría presentado el proyecto de ley a la Cámara de los Lores, pidió que se cancelara la selección de Chope. El 8 de febrero de 2019, Chope volvió a bloquear el proyecto de ley. Sin embargo, el 15 de marzo de 2019, el proyecto de ley recibió su Asentimiento Real y se convirtió en ley.
El 15 de noviembre de 2021,  se informó que Chope había objetado a una moción del Comité selecto de normas que habría aprobado el informe sobre las reglas de cabildeo incumplidas por Owen Paterson. El Guardián informó que se decía que esto había causado furor dentro del Partido Parlamentario Conservador, ya que esperaba que la votación trazara una línea debajo del episodio y permitiera al gobierno pasar de las acusaciones de sordidez, pero sencillamente dejó que continuaran las críticas.  Sus acciones dieron lugar a comentarios en los periódicos de los parlamentarios, que lo describían tanto a él como a su acción en términos poco halagadores , incluido "un idiota egoísta", y otro ministro expresó de forma anónima que "ha sido durante muchos años una vergüenza jurásica; esta noche cruzó una línea. El hombre debería jubilarse y el ejecutivo está lívido".

## Vida personal
El 20 de abril de 1987, Chope se casó con Christine Mary, hija de Robert Hutchinson, de Wimborne, en Wimborne Minster. Antes de su matrimonio, Christine había trabajado como secretaria e investigadora de la Cámara de los Comunes de Chope durante tres años. Tienen una hija, nacida en febrero de 1990, y un hijo, nacido en agosto de 1992.